# Phrynichos (Tragiker II)
Phrynichos (Φρύνιχος), Sohn des Melanthas, war ein antiker Tragiker aus Athen, dessen Lebenszeit heute nicht mehr zu erschließen ist. Er ist nur durch das byzantinische Lexikon Suda überliefert worden. 
Dem Lexikon zufolge verfasste zwei er Tragödien mit den Titeln Andromeda und Erigone, zudem Pyrrhiche (Waffentänze).
Phrynichos ist einerseits nicht zu verwechseln mit dem weit bekannteren, gleichnamigen Athener Tragiker namens Phrynichos, Sohn des Polyphradmon, der vom späten 6. Jahrhundert bis zum ersten Viertel des 5. Jahrhunderts v. Chr. lebte. Andererseits könnte hier einfach ein Fehler in der Suda vorliegen und die beiden Tragiker doch dieselbe Person sein.
Sofern dieser Phrynichos eine eigenständige Person ist, könnte der Name seines Vaters Melanthas als Kurzname identisch sein mit dem Tragödiendichter Melanthios, der nur durch die Verspottung in den Komödien des Aristophanes überliefert ist. Dann würde Phrynichos zum Ende des 5. Jahrhunderts v. Chr. oder zu Beginn des 4. Jahrhunderts v. Chr. gelebt haben.